# Malkia wa Bwejuu
|  | Denne artikel er oprettet af botten PalnaBot ud fra en ekstern database. Den kan derfor have sproglige fejl eller mangler. Denne skabelon kan fjernes efter kontrol af indholdet. |

Malkia wa Bwejuu er en film instrueret af Christian Rask, Iben Djuraas.

## Handling
Filmen tager os med til Zanzibar i Det Indiske Ocean ud for Tanzanias kyst. Vi møder straks de blændende hvide sandstrande, hvor kvinder og mænd færdes for at supplere deres små indkomster. Men det kniber! Vi færdes blandt kvinder i farvestrålende kangaer med markante budskaber trykt på stoffet. En gruppe kvinder har en stor plan, et projekt, der skal give dem større indtægter. Hvordan vil de bruge pengene? Kan de øgede midler gøre fremtiden bedre for dem og deres børn?